# Mineral-Aggregat
Als Mineral-Aggregat, auch Mineralaggregat oder kurz Aggregat, wird eine beliebige, auch räumlich eng begrenzte, natürliche Vergesellschaftung (Assoziation) gleicher oder verschiedener Mineralarten bezeichnet. Im Gegensatz zu Kristallzwillingen entwickeln sich die Kristalle eines Aggregates regellos in verschiedene Richtungen.
Die miteinander verwachsenen Kristalle, Kristallite oder Körner bilden teilweise typische Aggregatformen.

## Erscheinungsbild
Das Erscheinungsbild der Aggregate hängt unter anderem von der Größe, der Ausbildung, dem Gefüge sowie der Art und der Anzahl der Minerale ab. Es gibt insgesamt zehn Arten von Aggregatformen, deren Unterarten je nach Wachstumsform spezielle, die Kristallform beschreibende Namen tragen, der oft auch mit deren Kristallhabitus übereinstimmt:
| Aggregatform                                                | Beschreibung und Unterarten | Abbildung |
| ----------------------------------------------------------- | --- | --------- |
| massig, derb, amorph, erdig                                 | Zu diesem Typ gehören u. a. viele Erze wie Chalkopyrit, aber auch Schmucksteine wie der Opal oder Türkis. |           |
| körnig bis kristallin                                       | Die Spannweite dieses Aggregattyps reicht von kryptokristallinen und mikrokristallinen (noch mit dem Mikroskop erkennbar) Kristalliten bzw. Körnern bis zu gut ausgebildeten Kristallen. Unterarten: 1. faserig, haarig oder filzig wie Chrysotil, Natrolith oder Okenit 2. nadelig bis stängelig wie beispielsweise Kakoxen, Rutil oder Stibnit 3. säulenförmig wie der Quarz und viele andere 4. glimmerartig, schuppig, blättrig oder lamellar wie unter anderem Muskovit oder Biotit 5. radialstrahlig und rosettenförmig wie beispielsweise Aurichalcit, Natrolith, Hämatit, Ilmenit und Molybdänit. |           |
| Stufen und Drusen                                           | Ein Mineral-Aggregat mit freistehenden Kristallen wird nach alter Bergmannssprache als Kristallstufe, Erzstufe oder kurz Stufe bezeichnet. Viele Stufen sind Teile von Drusen. Aggregate dieses Typs lassen sich entsprechend ihren Möglichkeiten zur Kristallentwicklung einteilen in: 1. kamm- bzw. bürstenförmige (mehr oder weniger parallel zueinander) und 2. tafelige (unbehindertes Wachstum in zwei Richtungen). |           |
| Sekretionen                                                 | Werden Hohlräume mit kolloidalen oder kristallbildenden Mineralsubstanzen ausgefüllt, so entstehen oft konzentrisch bzw. schalig aufgebaute Aggregate. Bestes Beispiel sind die aus Kieselsäure gebildeten Achat-Mandeln, aber auch Rhodochrosit und die Schalenblende. |           |
| Konkretionen                                                | Dieser Aggregattyp bildet sich in Form von unregelmäßigen Kugeln oder grobblättrigen bis rosenförmigen Verbackungen vorwiegend in Sedimenten. Sandrosen (Varietät von Gips oder Baryt) von oft beeindruckender Größe bilden sich auf diese Weise. |           |
| Oolithe oder Sphärolithe                                    | Unter dem Begriff Oolith oder Sphärolith werden alle Aggregate in kugeliger, traubiger (botryoidaler), knolliger, rogenartiger, nieriger, opalähnlicher oder blasiger Form geführt. Ebenfalls hinzugezählt werden Mineral-Aggregate mit schaligem Aufbau, sowie als größere kugelige bis traubige Form der Glaskopf. |           |
| Fließformen                                                 | Unter den Fließformen befinden sich vor allem kollomorphe Aggregate wie Tropfsteine (Stalaktiten, Stalagmiten und ähnliche), aber auch die bekannten Lockenformen, wie sie unter anderem bei Gips oder Psilomelan auftreten. |           |
| Röhren, kapillar- und korallenähnliche Aggregate            | Diese Formen bilden unter anderem Kylindrit und Aragonit in der Varietät Eisenblüte aus. |           |
| Skelette und Dendriten                                      | Die überwiegende Mehrheit der metallischen Minerale wie Gold, Silber, Kupfer und andere wachsen in dieser Form und bilden neben Skeletten und Dendriten (baumartige Aggregate) auch Drähte, Gespinste und Geflechte aus. |           |
| Krusten, Ausblühungen (Effloreszenz), Anflüge und Beschläge | Viele Sekundärminerale überziehen Primärminerale, aus denen sie z. B. durch Verwitterung entstehen, mit dünnen, krustigen Überzügen oder Ausblühungen. Weitere, diese Aggregatform bezeichnende Begriffe sind Anflüge, Beläge und Beschläge. Bekannt sind unter anderem die oft ineinander übergehenden Azurit-Malachit-Ausblühungen sowie Schwefelkrusten an Fumarolen. |           |